# Вильмерсдорф
Ви́льмерсдорф (нем. Wilmersdorf) — административный район в Берлине в составе округа Шарлоттенбург-Вильмерсдорф.

## История
Вильмерсдорф впервые упоминается в 1293 году как деревня возле Берлина, впоследствии получает права города. В XIX веке за городом закрепляется название Дойч-Вильмерсдорф для отличия от Вильмерсдорфа под Треббином в Бранденбурге. В 1920 году Дойч-Вильмерсдорф вместе с окружающими территориями был включён в состав «Большого Берлина» в качестве нового городского округа Вильмерсдорф.
После революции 1917-го года Вильмерсдорф превратился в центр русской эмиграции. В 1920-х годах на Прагер-платц располагалось кафе «Prager Diele», которое было известно как место встречи деятелей российской культуры: Марины Цветаевой, Ильи Эренбурга, Максима Горького, Бориса Пастернака, Сергея Есенина, Андрея Белого и др. 
Прагер-платц и другие места в Вильмерсдорфе вошли в документальный фильм Алексея Пивоварова о русской эмиграции начала XX в.
С 1981 по 1999 год в Вильмерсдорфе располагался синхротрон BESSY I.
В 2001 году в ходе административной реформы, целью которой было уменьшение количества округов Берлина, округ Вильмерсдорф был объединён с соседним округом Шарлоттенбург. В 2004 оба бывших самостоятельных округа были раздроблены на районы, в результате чего на территории бывшего округа Вильмерсдорф были образованы районы Вильмерсдорф, Халензе, Шмаргендорф и Груневальд.
Здесь расположено крупное берлинское кладбище Вильмерсдорф.

## Достопримечательности
- Православный Свято-Воскресенский Кафедральный Собор (построен в 1936-1938 годах).
- Мечеть Ахмадийя, старейшая мечеть Германии (построена в 1923-1925 годах).
- Бывший пансионат Элизабет Шмидт «Траутенау-Хауз» , более известный как «Русский дом в Вильмерсдорфе» (Trautenaustraße, 9). Здесь в разное время проживали Илья Эренбург с женой, Владимир Набоков, Сергей Эфрон и Марина Цветаева. На фасаде дома в память о Цветаевой установлена мемориальная доска[3].

## Известные уроженцы и жители
- Ла Яна